# Seneca (Nebraska)
Seneca è un comune degli Stati Uniti d'America, situato nello Stato del Nebraska, nella contea di Thomas.